# DFB-Pokal der Frauen 2008-2009
La DFB-Pokal der Frauen 2008-2009 è stata la 29ª edizione della Coppa di Germania, organizzata dalla federazione calcistica della Germania (Deutscher Fußball-Bund - DFB) e riservata alle squadre femminili che partecipano ai campionati di primo e secondo livello, oltre a una selezione di squadre provenienti dalla Regionalliga a completamento organico, per un totale di 58 società.
La finale si è svolta all'Olympiastadion di Berlino, per l'ultima volta nella storia del torneo, il 30 maggio 2009, ed è stata vinta dal 2001 Duisburg per la seconda volta nella sua storia sportiva, superando le avversarie del Turbine Potsdam, per tre volte vincitrici del torneo, con il risultato di 7-0.

## Ottavi di finale
Il sorteggio degli ottavi di finale si è svolto il 27 ottobre 2008 presso la sede della DFB a Francoforte sul Meno. Gli incontri sono stati sorteggiati dalla tiratrice Manuela Schmermund, vincitrice della medaglia d'argento alle Paralimpiadi di Pechino 2008. Gli incontri si sono disputati tutti il 9 novembre 2008 tranne 2001 Duisburg vs Amburgo, giocato il 10 dicembre 2008.
| Squadra 1          | Risultato | Squadra 2           |
| ------------------ | --------- | ------------------- |
| Arminia Ibbenbüren | 0 - 2     | Sindelfingen        |
| Lokomotive Lipsia  | 1 - 4     | SG Essen-Schönebeck |
| Saarbrücken        | 1 - 2     | Friburgo            |
| Mellendorfer TV    | 0 - 5     | Turbine Potsdam     |
| Bad Neuenahr       | 2 - 5     | Bayern Monaco       |
| Wolfsburg          | 2 - 0     | Crailsheim          |
| Wattenscheid 09    | 4 - 2     | Sand                |
| 2001 Duisburg      | 5 - 0     | Amburgo             |

## Quarti di finale
Il sorteggio per i quarti di finale si è svolto il 17 novembre 2008 presso la sede della DFB a Francoforte sul Meno. I biglietti sono stati estratti dall'ex giocatrice della Bundesliga Katrin Kliehm. Il 21 dicembre 2008 sono state giocate tre partite. Nella partita di punta, l'FCR 2001 Duisburg ha reagito per la sconfitta ai quarti di finale dell'anno precedente e ha ottenuto una vittoria per 6-5 ai rigori contro i campioni d'autunno del Bayern Monaco. Il Wattenscheid 09 di seconda divisione ha sorpreso, con una vittoria in trasferta per 2-1 dopo i tempi supplementari contro l'SG Essen-Schönebeck. Nella terza partita, il Wolfsburg ha sconfitto 2-0 il Friburgo al loro posto. A causa dell'impraticabilità del campo di gioco la partita tra Sindelfingen e Turbine Potsdam venne rinviata all'8 febbraio 2009, con vittoria di quest'ultima per 1-0 siglata dalla nazionale finlandese Essi Sainio.
| Squadra 1           | Risultato       | Squadra 2       |
| ------------------- | --------------- | --------------- |
| Bayern Monaco       | 1 – 1 (4-5 dtr) | 2001 Duisburg   |
| Sindelfingen        | 0 - 1           | Turbine Potsdam |
| Friburgo            | 0 - 2           | Wolfsburg       |
| SG Essen-Schönebeck | 1 - 2 (dts)     | Wattenscheid 09 |

## Semifinali
Il sorteggio si è tenuto il 24 gennaio 2009 mentre gli incontri vennero disputati il successivo 11 e 13 aprile.
| Squadra 1       | Risultato | Squadra 2       |
| --------------- | --------- | --------------- |
| 2001 Duisburg   | 3 - 1     | Wolfsburg       |
| Turbine Potsdam | 3 - 0     | Wattenscheid 09 |

## Finale
| Arbitro: | Martina Storch-Schäfer (Petersberg) |

|  |           |                                                                |
|  | Marcatori | 28’ Bajramaj 38’, 47’ Kiesel 50’ Maes 54’, 86’ Grings 90’ Popp |